# Amal Amélia Lakrafi
Amal Amélia Lakrafi, née le 20 mars 1978 à Casablanca, est une experte en sécurité informatique et femme politique française, membre de La République en marche. Elle est élue en 2017 députée de la dixième circonscription des Français établis hors de France (Proche-Orient et Sud de l'Afrique).

## Biographie

### Jeunesse et études
D'origine marocaine, Amal Amélia Lakrafi arrive à l'âge de deux ans en France, à Paris en 1980, avec ses parents. Elle perd son père lorsqu’elle est encore enfant et est placée, avec ses quatre sœurs et son frère, en famille d’accueil.
Amal Amélia Lakrafi étudie à l’internat de la Fondation Eugène-Napoléon dans le 12ᵉ arrondissement, puis dans le lycée Saint-Clotilde à Paris et au collège Victor Hugo.
Elle rejoint le cercle Eugène Delacroix lors de son lancement en 2014. L'association, fondée à la suite d’une crise diplomatique entre Paris et Rabat, regroupe des élus locaux français d'origine marocaine.
Elle étudie ensuite à l’Institut national des techniques économiques et comptables (CNAM-Intec) puis à l’Institut national des hautes études de la sécurité et de la justice (INHESJ).

### Carrière

#### Entrepreneuriat et cybersécurité
Amal Amélia Lakrafi poursuit une carrière dans la sécurité informatique et la cyberdéfense. En 2009, elle créé sa première société, Bizinnov, qui édite des solutions de sécurisation des données pour les entreprises. En 2016, elle fonde Azguard CyberSecurity & Intelligence, une société spécialisée dans la sécurité informatique, élaborant notamment des programmes de formations à destination des pépinières et des incubateurs en France et à l’international,. Elle est présidente de l'institut Doctorium, une association d'intérêt général pour la promotion et l'insertion des docteurs en entreprise.
Elle contribue au lancement de la première plateforme de crowdfunding d’Afrique de l’Ouest qui récompense 50 porteurs de projets en les formant à la création d’entreprise, la stratégie financière et la collecte de fonds,,.
En parallèle de ses activités professionnelles, Amal Amélia Lakrafi est commandante dans la réserve citoyenne cyberdéfense,.

#### Politique
Investie par La République en marche en 2017, Amal Amélia Lakrafi se présente aux élections législatives de 2017 où elle est élue députée avec 71 % des voix face à Alain Marsaud, député sortant des Républicains dans la dixième circonscription des Français établis hors de France (Proche-Orient et Sud de l'Afrique). Au cours de ce premier mandat, la député siège à la commission des Affaires étrangères où elle est rapporteur pour 4 projets de loi.
En septembre 2017, elle est désignée administratrice de l’Assemblée nationale au sein de l’Agence française de développement (AFD). Elle est également nommée vice-présidente du groupe d’amitié France-Congo-Brazzaville de l’Assemblée nationale.
Lors de la pandémie de Covid-19, elle sollicite le ministre de l'économie, Bruno Le Maire, pour qu’une aide spécifique soit mise en place par l’AFD[source insuffisante].
Lors des élections législatives de 2022, Amal Amélia Lakrafi se positionne en tête au premier tour avec 32,75 % des suffrages, contre 22,54 % pour la candidate NUPES Chantal Moussa. Elle remporte ensuite le second tour avec une majorité de 63,6 %, ce qui en fait une des députés les mieux élues de l’Assemblée nationale, malgré les 79,17% d'abstention.
Arrivée en deuxième position au premier tour des élections législatives de 2024 avec 31,82% des voix, elle est réélue lors du second tour avec 53,23%.
Elle est apparentée au groupe Ensemble pour la République depuis 2025.